# 岡本茂樹
岡本 茂樹（おかもと しげき、1958年 - 2015年6月26日）は、臨床教育学者。

## 経歴
兵庫県生まれ。1982年、神戸市外国語大学英米学科卒。1984年、関西学院大学大学院文学研究科修士課程修了。1985年、尽誠学園高等学校英語科教諭。1986年、甲南女子中学・高等学校英語科教諭。2000年、兵庫県立教育研修所・心の教育総合センター非常勤心理士。2001年、武庫川女子大学大学院臨床教育学研究科博士課程を修了、「ロールレタリングに関する臨床教育学的研究」で臨床教育学博士。2001年-2002年、大阪府池田市教育研究所非常勤心理士。2004年10月、九州ルーテル学院大学人文学部心理学科助教授、2006年10月、教授、その後、立命館大学産業社会学部教授。不登校、非行や神経症などの臨床経験ののち、犯罪者の更生について研究した。日本ロールレタリング学会理事長。
2015年6月26日、脳腫瘍のため死去。

## 主張
『いい子に育てると犯罪者になります』においては、概ね以下の通りに主張している。
「いい子」に育てると子供は気持ちが抑圧され、それに耐えられなくなった時に犯罪という形で爆発する。犯罪者の更生には犯罪者本人に対して「自己分析する」「自分の気持ちを吐露する」「他人を頼る」といったようなことをさせることが重要である。犯罪者は決まって生い立ちに問題があり、受刑囚が生い立ちに問題が無かったと主張しても岡本本人はそれを信じなかった。
少年院は入所者達に反省を強要する、私語を禁止するなど抑圧的に扱うことで犯罪傾向を助長してしまう。

## 著書
- 『ロールレタリングに関する臨床教育学的研究』風間書房(2003年)
- 『ロールレタリング 手紙を書く心理療法の理論と実践』金子書房(2012年)
- 『反省させると犯罪者になります』新潮新書(2013年)
- 『無期懲役囚の更生は可能か 本当に人は変わることはないのだろうか』晃洋書房(2013年)
- 『凶悪犯罪者こそ更生します』新潮新書(2014年)
- 『いい子に育てると犯罪者になります』新潮新書(2016年)